# Berehove (gemeente)
Berehove (Oekraïens: Берегівська міська громада) is een gemeente in de Oekraïense oblast Transkarpatië en telt 63.455 inwoners (2020) en is gelegen in het zuidelijke deel van de oblast.

## Plaatsen in de gemeente
Badalovo, Balazjer, Bene, Berehove, Borzjava, Vary, Velyka Bakta, Halabor, Hat, Hetsja, Zatysjne, Kidjosj, Moezjijevo, Orosjevo, Tsjetfalva, Tsikosj-Goronda, Tsjoma, Janosji
| Naam                      | Naam          | Naam                                | Naam                   | Naam                 | Naam       |
| Oekraïens getranscribeerd | Oekraïens     | Russisch                            | Slowaaks               | Hongaars             | Nederlands |
| ------------------------- | ------------- | ----------------------------------- | ---------------------- | -------------------- | ---------- |
| Badalovo                  | Бадалово      | Бадалово                            | Bodolov, Badalov       | Badaló               | -          |
| Balasjer                  | Балажер       | Балажер                             | Blažejovo              | Balazsér             | -          |
| Bene                      | Бене          | Бэнэ                                | Bene                   | Bene                 | -          |
| Borsjava                  | Боржава       | Боржава                             | Boržava, Veľká Boršava | Nagyborzsova         | -          |
| Halabor                   | Галабор       | Галабор (Galabor)                   | Halabor                | Halábor              | -          |
| Hat                       | Гать          | Гать (Gat)                          | Hať                    | Gát                  | -          |
| Hetsja                    | Геча          | Геча (Getscha)                      | Geča                   | Mezőgecse            | -          |
| Janosji                   | Яноші         | Яноши, bis 1995 Ивановка (Iwanowka) | Janošovo, Janoševo     | (Makkos-)Jánosi      | -          |
| Kidjosj                   | Кідьош        | Кидеш (Kidesch)                     | Kiďouš, Kiďoš          | Kigyós               | -          |
| Muschijevo                | Мужієво       | Мужиево                             | Mužyovo, Veľké Mužjovo | Nagymuzsaly          | -          |
| Orossijevo                | Оросієво      | Оросиево                            | Orosijovo              | Sárosoroszi          | -          |
| Satyschne                 | Затишне       | Затишное (Satischnoje)              | Tašnad dvor            | Tasnád               | -          |
| Tsjetfalva                | Четфалва      | Четфалва                            | Četovo, Četfalva       | Csetfalva            | -          |
| Tsjoma                    | Чома          | Чома                                | Čoma, Čuma             | Tiszacsoma           | -          |
| Tsjykosj-Horonda          | Чикош-Горонда | Чикош-Горонда (Tschikosch-Goronda)  | Čikosgorondov dvor     | Csikósgorond (tanya) | -          |
| Vary                      | Вари          | Вары                                | Vary                   | Mezővári             | -          |
| Velyka Bakta              | Велика Бакта  | Велика Бакта (Welika Bakta)         | Veľká Bakta            | Nagybakta            | -          |

## Bevolkingssamenstelling
Gebaseerd op de volkstelling van 2001:
- Berehove - 26.735 inwoners; 12.779 Hongaren (47,80%)
- Badalov - 1712 inwoners; 1.682 Hongaren (98,25%)
- Balasjer - 816 inwoners; 737 Hongaren (90,32%)
- Bene - 1408 inwoners; 1.270 Hongaren (90,20%)
- Borsjava - 1501 inwoners; 1.426 Hongaren (95%)
- Halabor - 749 inwoners; 738 Hongaren (98,53%)
- Hat - 3081 inwoners; 2.561 Hongaren (83,12%)
- Hetsja - 1030 inwoners; 913 Hongaren (88,64%)
- Janosji - 2026 inwoners; 1.657 Hongaren (81,79%)
- Kidjosj - 893 inwoners; 781 Hongaren (87,46%)
- Muschijevo - 2076 inwoners; 1.714 Hongaren (82,56%)
- Orossijevo - 895 inwoners; 852 Hongaren (95,2%)
- Satysjne - 500 inwoners; 6 Hongaren (1,2%)
- Tsjetfalva - 754 inwoners; 731 Hongaren (96,95%)
- Tsjoma - 916 inwoners; 807 Hongaren (88,1%)
- Tsjykosj-Horonda - 80 inwoners; 22 Hongaren (27,5%)
- Vary - 3114 inwoners; 2.552 Hongaren (81,95%)
- Velyka Bakta - 1022 inwoners; 326 Hongaren (31,9%)

In totaal had de gemeente in 2001 een bevolking van 49.308, daarvan 31.554 Hongaren (64%).